# Barbara Euphan Todd
Barbara Euphan Todd (née le 9 janvier 1890 et morte le 2 février 1976) est une écrivaine britannique connue principalement pour sa série Worzel Gummidge, composée de dix livres mettant en scène les aventures d'un épouvantail. Ils ont été adaptés à la radio et la télévision.

## Biographie
Barbara Euphan Todd est née le 9 janvier 1890 à Arksey, près de Doncaster dans le Yorkshire, d'un père vicaire anglican, Thomas Todd, et de Alice Maud Mary (née Bentham). Elle a été élevée à Soberton dans le Hampshire.
Elle a commencé à écrire des livres pour enfants dans les années 1920 avec son mari, le commandant John Graham Bower qui meurt en 1940. Elle crée Worzel Gummidge en 1936. Elle écrit également un roman en 1946, Miss Ranskill Comes Home, qu'elle signe de son nom de femme mariée, Barbara Bower.
Elle meurt le 2 février 1976 à Donnington.
Elle a eu pour belle-fille l'anthropologue Ursula Graham Bower.